# Potlatch

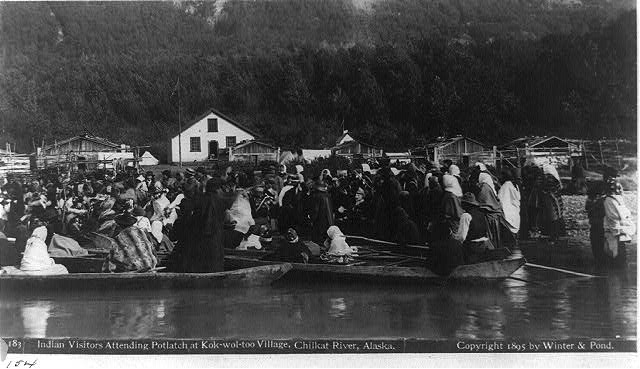
Aborígenes norteamericanos participando en una ceremonia de potlatch

Potlatch (regalo) es el nombre de una ceremonia practicada por los pueblos autóctonos o locales de la costa del Pacífico en el noroeste de Norteamérica, tanto en los Estados Unidos como en la provincia de la Columbia Británica de Canadá. Ejemplos de aquellos pueblos son: los Haida, Tlingit, Tsimshian, Salish, Nuu-chah-nulth, y Kwakiutl (Kwakwaka'wakw).
El potlatch, vigente hasta el siglo XX, toma la forma de festín ceremonial para el que se utiliza carne de foca o salmón. En este festín se observan las relaciones jerárquicas entre los grupos, que se refuerzan mediante el intercambio de regalos (mantas) y otras ceremonias. El anfitrión muestra su riqueza e importancia regalando sus posesiones, queriendo dar a entender que tiene tantas que puede permitirse hacer todos esos regalos. Por tanto, se puede decir que el potlatch consistía en cambiar regalos por prestigio, que se incrementaba con el valor de los bienes distribuidos. Cuando el número de mantas poseídas se hace muy grande se puede convertir en un "cobre" (lámina de cobre batido de 75 centímetros) Estos cobres tienen nombre, historia, y poseerlos conlleva prestigio. Cuando este cobre es destruido por su propietario tirándolo al mar se convierte en puro prestigio. 
A partir del siglo XIX, los pueblos que practicaban el potlatch, y en particular los kwakiutl, comenzaron a comerciar con los europeos, lo que supuso un gran aumento de su riqueza, al mismo tiempo que disminuía drásticamente su población debido a las nuevas enfermedades que estos introdujeron. Ello estimuló una intensa competencia por el prestigio, hasta el punto de que los kwakiult comenzaron no solo a regalar bienes como mantas y piezas de cobre, sino incluso a destruirlos. En algunos casos, los anfitriones destruían la mayor parte de sus propiedades, e incluso llegaron a quemar sus casas. Este hecho produjo el que algunos estudiosos llegaran a considerar estas prácticas como comportamientos económicamente derrochadores, resultado de un impulso irracional de búsqueda de estatus y prestigio.
Sin embargo, otras interpretaciones consideran el potlatch no como un simple derroche, sino como un mecanismo de adaptación cultural ante períodos alternantes de abundancia y escasez en el plano local. En efecto, los recursos fluctúan en la zona, por lo que un poblado puede tener un buen año mientras que otro lo tiene malo. Un poblado que disfrute de un año especialmente bueno disfruta de unos excedentes que pueden, como hemos visto, transformarse en prestigio. Sus potlatches distribuían alimentos y riqueza a otras comunidades que los necesitaban. Sin embargo, cuando un poblado anteriormente próspero tenía un mal año, sus gentes empezaban a aceptar invitaciones a potlatches de otros lugares donde iban mejor las cosas, aunque ello supusiera despojarse de parte del prestigio acumulado. De esta forma, la práctica del potlatch unía a los grupos locales a lo largo de la costa noroeste del Pacífico en una red de intercambio.
La práctica del potlatch fue prohibida por el gobierno canadiense en 1885. Esta prohibición duró hasta 1951.
La palabra viene de la lengua Chinook Jargon y quiere decir "regalar" o "regalo"; originalmente de la palabra paɬaˑč de la lengua Nuu-chah-nulth, que significa hacer un regalo ceremonial en un potlatch.
El potlatch ha servido de modelo para la explicación de otros fenómenos culturales aparentemente muy diferentes entre sí, como por ejemplo el modelo colaborativo y basado en el prestigio que funciona en Wikipedia.

## Potlatch en la cultura Kwakwaka'wakw
Un potlatch ocurría para ciertas ocasiones, como la de un nacimiento, una muerte, una adopción, una boda u otro evento importante. Típicamente, el potlatch se practicó más durante el invierno ya que los meses de verano (los cuales son más calurosos) se dedicaban a la busca de prosperidad para las familias, el clan, o el pueblo, y luego el regreso para compartirla con los amigos y vecinos. El evento era conducido por un numaym, o "casa", en la cultura Kwakwaka'wakw. Un numaym era un grupo familiar cognático y complejo, normalmente liderado por los aristócratas, pero incluidos también la gente común y a veces por esclavos. Tenía alrededor de cien miembros y varios se agruparon para formar una nación. El numaym basó su identidad en un fundador ancestral, usualmente un animal mítico quien descendió a la tierra y se quitó la máscara de animal, haciéndose humano. La máscara se convertía en una reliquia familiar que se pasaba de padre a hijo junto con el nombre del mismo ancestro. Esto le hacía el líder del numaym y considerado como la encarnación viva del fundador.
Sólo los adinerados podían ser anfitriones de un potlatch. Los esclavos de la tribu no fueron permitidos asistir al potlatch ni como anfitrión ni como invitado. En algunos casos, era posible que hubiera múltiples anfitriones en una sola ceremonia de potlatch (aunque cuando esto ocurría, los anfitriones solían ser de la misma familia). Si un miembro de una nación había sufrido alguna herida o indignidad, organizar un potlatch podía ayudar a reparar su reputación (o "cubrir su humillación", como lo dijo el antropólogo H.G. Barnett). El potlatch fue la ocasión durante la cual las máscaras y otros objetos se "amarraban" a un nuevo teniente. Dos tipos de títulos se transferían en estas ocasiones. Primeramente, cada numaym tenía cierto número de posiciones nombradas de "asientos" en un rango (lo cual determinaba su lugar en los potlatches) que se transferían entre sí. Estos títulos en rango otorgaban el derecho a territorios para cazar, pescar, y recoger frutas. Segundo, había un número de títulos que se pasaban entre los numaym, normalmente a la familia del esposo o la esposa, que incluían nombres de fiesta que les daban roles en el Ceremonial Invernal. Los aristócratas se sentían seguros como para dar estos títulos a los hijos de sus hijas que se casaron con gente de otras familias porque la hija y sus hijos se reunirían con el numaym natal y con ellos los títulos. Cualquier individuo podía tener varios "asientos" que les permitían sentarse, en orden del rango y según su título, mientras el anfitrión mostraba y distribuía riqueza y daba discursos. Además del traslado de títulos en un potlatch, el evento "se pesaba" por la distribución de otros objetos menos importantes como las mantas Chilkat, pieles de animales (luego mantas de la Bahía de Hudson) y cobres ornamentales. Fue la distribución de una gran cantidad de mantas de la Bahía de Hudson, y la destrucción de cobres valiosos, que llamó la atención del gobierno al potlatch. De vez en cuando, comida preservada se regalaba durante la ceremonia de potlatch. Regalos conocidos como sta-bigs consistían en comida preservada y envuelta en una estera o contenida en una canasta para almacenamiento.
Dorothy Johansen describió la dinámica: "En el potlatch, el anfitrión efectivamente retó a un cacique invitado a excederlo en su 'poder' de regalar o destruir bienes. Si el invitado no devolvía el 100 por ciento de los regalos que recibió y destruía hasta más de su riqueza en una mejor y más grande hoguera, él y su gente perdían la cara y su 'poder' se disminuía." Las relaciones jerárquicas dentro de y entre los clanes, pueblos y naciones se observaban y se reforzaban a través de la distribución o a veces con la destrucción de la riqueza, el baile u otras ceremonias. El estatus de una familia se elevaba no por quien tenía más recursos, sino por quien más los distribuía. Los anfitriones demostraban su riqueza y prominencia a través del regalo de bienes.
Las ceremonias de potlatch se utilizaban también como rituales para la mayoría de edad. Cuando nacían los niños, se les daba su primer nombre al momento del nacimiento (nombre que solía ser asociado con el lugar de su nacimiento). Aproximadamente un año después, la familia del niño organizaba un potlatch y daba regalos en nombre del niño a los invitados que asistían. Durante este potlatch, la familia daba al hijo su segundo nombre. Una vez que el niño llegara a más o menos 12 años de edad, se esperaba que tuviera su propio potlatch dando regalitos que había coleccionado a su familia y a la gente, momento en el cual ya podía recibir su tercer nombre. 
Para algunas culturas, como la Kwakwaka'wakw, danzas elaboradas y teátricas se realizaban para reflejar la genealogía y riqueza cultural del anfitrión o de los anfitriones. Muchos de estos bailes también son ceremonias sagradas de sociedades secretas como la hamatsa, o muestra del origen de la familia de lo sobrenatural como el dzunukwa. 

El cacique O'wax̱a̱laga̱lis de los Kwagu'ł describe el potlatch en su famoso discurso al antropólogo Franz Boas: 
Bailaremos cuando nuestras leyes nos lo requieran, festejaremos cuando nuestros corazones lo deseen. ¿Acaso le pedimos al blanco “Haz como hace el indio”? No, no lo hacemos. ¿Por qué, entonces, nos dices “Haz como hace el blanco”? Es una ley estricta la que nos manda bailar. Es una ley estricta la que nos manda a distribuir nuestra propiedad entre nuestros amigos y vecinos. Es una buena ley. Deja que el blanco observe su ley; nosotros observaremos la nuestra. Y ahora, si vienes a prohibirnos el baile, vete; si no, serás bienvenido.
 Es importante destacar las diferencias y lo único entre los distintos grupos culturales y las naciones en la costa (del noroeste del pacífico). Cada nación, comunidad y a veces clan tiene su propia manera de practicar el potlatch con diverso significado y presentación. Las naciones Tlingit y Kwakiutl, por ejemplo, tenían ceremonias de potlatch para diferentes ocasiones. Los potlatch tlingit ocurrían para la sucesión (el otorgamiento de títulos tribales o de tierra) y funerales. Los potlatches kwakutl, sin embargo, ocurrían para los matrimonios y para incorporar nueva gente a la nación (ej. el nacimiento de un nuevo miembro de la nación). El potlatch, como término general, no es específico, ya que algunas culturas tienen muchas palabras en sus propios idiomas para estos tipos de reuniones. Es importante entender esta variación ya que el conocimiento más detallado del potlatch se adquirió de los Kwakwaka'wakw cerca de Fort Rupert en la Isla de Vancouver en el periodo de 1849 a 1925, un periodo de gran transición social en la cual muchas características se exacerbaron en reacción al colonialismo británico.

## Historia
Antes de la llegada de europeos, los regalos incluían comida guardable (oolichan, aceite o comida seca), canoas, esclavos y cobres ornamentales entre aristócratas, pero no bienes que generen recursos como territorio para cazar, pescar o recoger fruta. Los cobres eran hojas de cobre machucado, casi como un escudo; eran alrededor de dos pies de largo, más ancho de arriba, con un marco cruciforme y una cara esquemática en la mitad superior. Nada del cobre se usó era de metal indígena. Un cobre se consideraba equivalente a un esclavo. Solo los aristócratas individuos eran dueños de estos, y nunca un numaym, entonces no podían circularse por los grupos. Los cobres empezaron a producirse en gran cantidad después de la colonización de la Isla de Vancouver en 1849 cuando la guerra y la esclavitud terminaron. 
La llegada de europeos resultó en la introducción de numerosas enfermedades a las cuales los indígenas no tenían ninguna inmunidad. El resultado fue una gran disminución de la población indígena. La competencia para el número de títulos del potlatch aumentó como la gente común empezó a buscar títulos que antes no podían alcanzar pretendiendo que tenían alguna validez como para obtenerlos. Los aristócratas aumentaron el tamaño de sus regalos para retener sus títulos y mantener la jerarquía social. Esto resultó en una gran inflación en los regalos que fue posible debido a la introducción de mercancías producidas en masa en los siglos XVIII y XIX. Las pruebas arqueológicas para la ceremonia del potlatch se basan en un sitio en el interior de Alaska desde mil años atrás.

### Prohibición del potlatch
El potlatch se hizo ilegal en Canadá en 1884 en una enmienda al Indian Act ("Ley India"), principalmente debido a la petición de los misioneros y agentes gubernamentales que lo consideraban "una costumbre peor que inútil" y lo vieron como un malgasto, poco productivo y contrario a los "valores civilizados" de acumulación. El potlatch se vio como un objetivo clave para las políticas y agendas de asimilación de la gente indígena. El misionero William Duncan escribió en 1875 que el potlatch era "definitivamente el más formidable obstáculo que impide a los indios de hacerse cristianos o civilizados". Así, en 1884, la Ley India se editó para que incluyera cláusulas prohibiendo el potlatch y haciendo que sea ilegal practicarlo. La sección 3 de la Ley decía,
Cada indio o persona que practica o asiste a la celebración del festival indio conocido como el "potlatch" o la danza india conocida como "tamanawas" es culpable de un delito menor, y será punible con pena de prisión de un término de no más de seis y no menos de dos meses en cualquier gaol u otro lugar de confinamiento; y, cualquier indio u otra persona que alienta, directamente o indirectamente, a un indio o a múltiples indios a realizar tal festival o baile, o celebrar los mismos, o quien asista en la celebración del mismo, es culpable del mismo crimen y será igualmente castigado.
En 1888, el antropólogo Franz Boas describió la prohibición del potlatch como un fracaso:
La segunda razón del descontento entre los indios es una ley que se implementó, hace algo de tiempo, que prohíbe la celebración de festivales. El llamado potlatch de estas tribus impide a las familias singulares acumular riqueza. Es el gran deseo de cada cacique y hasta de cada hombre de coleccionar una gran cantidad de propiedad, y luego de hacer un gran potlatch, una fiesta en la que todo se distribuye entre sus amigos, y si es posible, entre las tribus vecinas. Estas fiestas son tan conectadas con las ideas religiosas de los nativos, y regulan su modo de vida tanto que, las tribus cristianas cerca de Victoria no las han dejado. Cada regalo recibido en un potlatch se tiene que devolver en otro potlatch, y un hombre que no daría su fiesta en debido tiempo se consideraría como en deuda. Como tal, la ley no es buena, y no se puede hacer cumplir sin causar descontento general. Además, el Gobierno no es capaz de imponerla. Los asentamientos son tan numerosos, y las agencias indias tan grandes, que no hay nadie que prevenga a los indios de hacer lo que quieran.
Eventualmente, la ley del potlatch, como llegó a conocerse, se modificó para ser más inclusiva y que considerara algunos detalles técnicos que habían llevado a sobreseimientos de la corte. La legislación incluía a invitados que participaron en la ceremonia. El pueblo indígena era demasiado grande para la policía y la ley demasiado difícil en aplicar. Duncan Campbell Scott convenció al Parlamento cambiar la ofensa de criminal a sumario, lo cual significaba que "los agentes, como justicia de la paz, podían llevar un caso, condenar y sentenciar". Igual, salvo en algunas áreas pequeñas, la ley fue percibida generalmente como severa e insostenible. Hasta los agentes cuyo cargo era aplicar la legislación consideraban que era innecesario condenar a la gente por ese motivo, convencidos más bien de que el potlatch desvanecería en lo que los indios más jóvenes, educados y más "avanzados" superarían a los indios más viejos y apegados a la costumbre.

### Persistencia
La prohibición del potlatch se revocó en 1951. Sosteniendo las costumbres y la cultura de sus ancestros, la gente indígena ahora organiza potlatchs abiertamente y se compromete a restaurar las costumbres de sus ancestros. Los potlatches ahora ocurren con frecuencia y más y más familias reivindican su cultura. El antropólogo Sergei Kan fue invitado a varias ceremonias de potlatch por la nación Tlingit entre 1980 y 1987 y observó varias similitudes y diferencias entre las ceremonias de potlatch tradicionales y modernas. Kan nota que hubo una disparidad de idioma entre los miembros mayores y los miembros jóvenes de la nación (bajo la edad de cincuenta años) debido a que la mayoría de los jóvenes de la nación no hablan el idioma Tlingit. Kan también indica que, a diferencia de las ceremonias tradicionales, las modernas ya no son obligatorias, lo cual resulta en la participación de solo cerca de 30% de los miembros adultos a las ceremonias a las que asistió Kan entre 1980 y 1987. A pesar de estas diferencias, Kan afirmó que él creía que muchos elementos esenciales y el espíritu del potlatch tradicional seguían presentes en las ceremonias modernas.

## Teoría antropológica
En su libro The Gift (El Regalo), el etnólogo francés, Marcel Mauss utilizó el término potlatch para referirse a una serie de prácticas de intercambio en sociedades tribales caracterizadas por "prestaciones totales", en otras palabras, un sistema de dar regalos con implicaciones políticas, religiosas, económicas y familiares. Las economías de estas sociedades están marcadas por el intercambio competitivo de regalos, en el que los que regalan buscan dar más que los otros como para obtener importantes posiciones políticas, religiosas y familiares. Otros ejemplos de este tipo de economía de regalos similar al potlatch incluyen al intercambio kula que se encuentra en las Islas Trobriand.